# Grazie ma no grazie
Grazie ma no grazie è un singolo del cantautore italiano Willie Peyote, pubblicato il 12 febbraio 2025 come primo estratto dalla riedizione del primo EP Sulla riva del fiume.
Il brano è stato presentato in gara al 75º Festival di Sanremo, dove si è classificato al sedicesimo posto al termine della manifestazione.

## Video musicale
Il video musicale, diretto da Nicolò Bassetto e girato a Capriate San Gervasio, è stato pubblicato in concomitanza all'uscita del brano attraverso il canale YouTube del cantautore. Nel video, dove il cantante guida uno scuolabus, compaiono anche i Jalisse, citati nel testo, e Luca Ravenna.

## Tracce
Testi di Guglielmo Bruno, Alex Andrea Vella, Luca Romeo, musiche di Daniel Bestonzo, Stefano Genta.
1. Grazie ma no grazie – 3:25

## Classifiche
| Classifica (2025) | Posizione massima |
| ----------------- | ----------------- |
| Italia            | 16                |